# Gasjätte

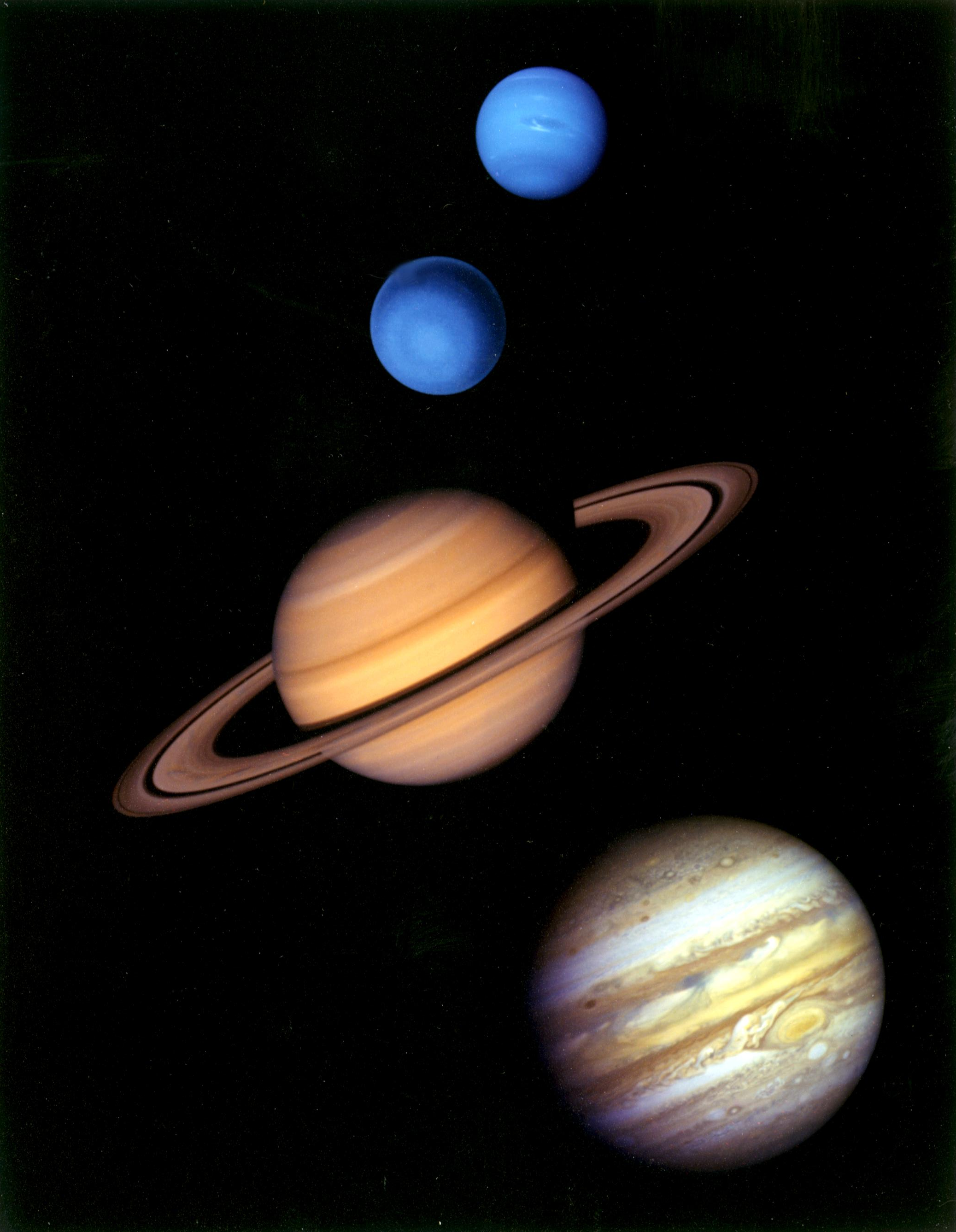
I vårt solsystem finns det fyra gasjättar, Jupiter, Saturnus, Uranus och Neptunus.

En gasjätte, även kallad jätteplanet eller gasplanet, är en typ av planet som mestadels består av gasformig eller flytande materia. Gasjättar kan ändå ha en fast kärna, men det finns ingen väldefinierad fasövergång som exempelvis den mellan jordens atmosfär och jordmantel. Mycket tyder på att en fast kärna är nödvändig för att gasjättar ska kunna bildas. I vårt solsystem finns det fyra gasjättar, Jupiter, Saturnus, Uranus och Neptunus. Dessa kallas ibland för de yttre planeterna, ett uttryck som omfattade Pluto på den tiden den räknades som planet. Många gasjättar har hittats kring andra stjärnor. Planeter större än 10 jordmassor kallas för jätteplaneter. Är de mindre än 10 jordmassor kallas de ofta för superjordar eller ”Gasdvärgar”.
Objekt tillräckligt stora för att starta fusion (större än 13 Jupitermassor) kallas bruna dvärgar och dessa ligger storleksmässigt mellan de största gasjättarna och de minsta stjärnorna. Gränsen på 13 Jupitermassor är mer en tumregel än exakt vetenskap. Större objekt kommer att bränna det mesta av sitt deuterium och de mindre kommer bara bränna en liten del, och de med runt 13 Jupitermassor hamnar någonstans emellan. Mängden av deuterium som bränns beror inte bara på massan utan också på planetens sammansättning, speciellt mängden av helium och deuterium.
Ordet gasjätte uppfanns av den brittiske science fiction-författaren James Blish. 

## Beskrivning

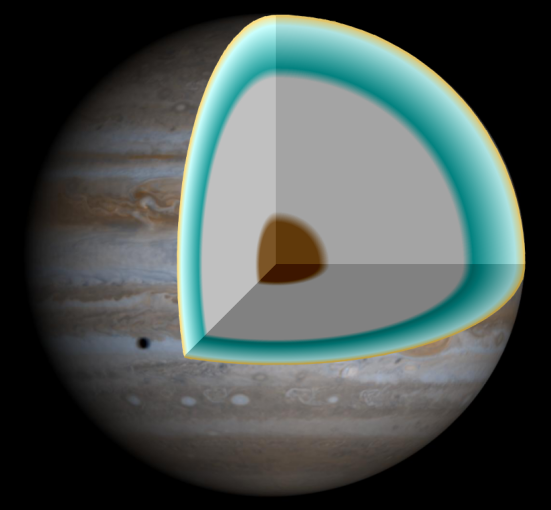
Denna genomskärning visar en modell av det inre av Jupiter, förmodligen med en stenig kärna överlagt med ett djupt lager av metalliskt väte.

En gasjätte är en massiv planet med en tjock atmosfär och en tät smält kärna. De ”traditionella” gasjättarna, Jupiter och Saturnus, består huvudsakligen av väte och helium. Uranus och Neptunus kallas ibland för isjättar, eftersom de till största delen består av vatten, ammoniak och metan. Bland extrasolära planeter finns en klass som kallas "Het Jupiter"; dessa är gasjättar som kretsar nära sina stjärnor, och därför har de en hög yttemperatur. "Het Jupiter" är för närvarande den vanligaste typen av kända extrasolära planeter, kanske på grund av att de är relativt lätta att upptäcka. De band som man kan se cirkulera i en gasjättes atmosfär parallellt med ekvatorn, och som beror på de mot-cirkulerande strömmarna av material, kallas zoner och bälten. Zonerna är de ljusare banden, och de ligger på högre höjder i atmosfären. De har en intern uppvind och de är områden med högt tryck. Bältena är de mörkare banden; de är lägre ner i atmosfären, har en intern nervind och är områden med lågt tryck. Dessa mönster kan likna de hög- och lågtrycksområden som finns på jorden, men de har en annan struktur – latituda band som cirkulerar runt hela planeten, till skillnad mot begränsade celler av högre eller lägre tryck, som vi ser på jorden. Detta verkar vara en följd av en snabb rotation och underliggande symmetri hos planeten. Det finns inga oceaner eller landmassor som orsakar lokala upphettningar, och rotationshastigheten är betydligt snabbare än jordens. Det finns dock även mindre strukturer i atmosfären: fläckar av olika storlekar och färger. På Jupiter finns den stora röda fläcken, den mest märkbara av fläckarna, som har funnits i minst 300 år. Dessa strukturer är enorma stormar. Några av dessa fläckar kan dessutom vara regnmoln.

## Jupiter och Saturnus
Jupiter och Saturnus består mest av väte och helium – de tyngre grundämnena utgör mellan 3 och 13 procent av planeternas totala massa. Deras struktur anses uppbyggd av ett yttre lager av molekylärt väte, som omger ett lager av flytande metalliskt väte – och troligen med en inre kärna  av smält sten. Den yttersta delen av deras väteatmosfärer, karakteriseras av många lager synliga moln, som till största delen består av vatten och ammoniak. Det metalliska vätet utgör huvuddelen av dessa planeter, och kallas ”metalliskt” på grund av att det höga trycket gör vätet till en elektrisk ledare. Kärnan tros bestå av tyngre grundämnen, på så höga temperaturer (20 000 K) och tryck att deras egenskaper är svåra att förstå.

## Uranus och Neptunus
Uranus och Neptunus har en distinkt annorlunda inre sammansättning än Jupiter och Saturnus. Modellen av deras uppbyggnad börjar utifrån med en väterik atmosfär som sträcker sig från ovanför molntopparna ner till 85% av Neptunus radie och 80% av Uranus radie. Innanför denna är det huvudsakligen ”isigt”, bestående av vatten, metan och ammoniak. Det finns också sten och gas, men olika proportioner av is/sten/gas kan imitera ren is, så de exakta förhållandena är okända. Väldigt dimmiga atmosfärlager med en liten mängd metan ger dem akvamarina färger såsom bebisblå och ultramarin respektive. Båda har magnetfält som är kraftigt lutade mot deras rotationsaxlar. Till skillnad mot andra gasplaneter har Uranus en extremt lutad rotationsaxel som orsakar att dess årstider är väldigt omtalade.

## Extrasolära gasjättar

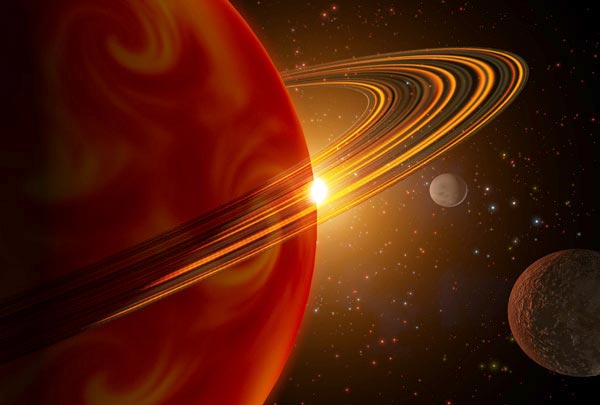
En artists tolkning av 79 Ceti b, en exoplanet liknande våra gasjättar, med en massa mindre än Saturnus.

På grund av begränsade metoder för att upptäcka extrasolära planeter har många av dem som hittills hittats varit av en storlek som, i vårt solsystem, varit förknippad med gasjättar. Många av dessa extrasolära planeter är mycket närmare sina närmaste stjärnor och därför mycket hetare än gasjättarna i vårt solsystem, vilket ger en möjlighet att några av dessa planeter är av slag som man inte kunnat observera i vårt solsystem. Med tanke på förekomsten av grundämnen i universum (approximativt 98% väte och helium) vore det överraskande att hitta en stenplanet i Jupiters storleksklass. Å andra sidan har tidigare modeller för hur planetsystem bildas antytt att gasjättar inte skulle kunna skapas så nära sin sol, som många av de upptäckta planeterna har observerats vara.

### Kalla gasjättar
En kall väterik gasjätte, mer massiv än Jupiter men mindre än 500 jordmassor (1,6 Jupitermassor), kommer bara att ha något större volym än Jupiter. Vid en massa över 500 jordmassor blir gravitationen så stark att planeten minskar i storlek. Kevin-Helmholtz uppvärmning kan göra att en gasjätte, som Jupiter,  avger mer energi än den får från sin sol.

### Mindre gasplaneter
Även om orden gas och jätte ofta kombineras måste inte väteplaneter vara lika stora som de kända exemplen i vårt solsystem. Men mindre gasplaneter, och planeter närmare sin stjärna, kommer att förlora atmosfärisk massa mycket snabbare via hydrodynamisk flykt, än större planeter eller planeter som ligger längre ifrån sin stjärna.

## Terminologi
Termen gasjätte myntades 1952 av science fiction-författaren James Blish. Förmodligen är den något missvisande, eftersom större delen av volymen i dessa planeter – förutom fast materia i kärnan och gas i övre delen av atmosfären – befinner sig över den kritiska punkten där det inte finns någon skillnad mellan vätskor och gaser. ”Vätskeplanet” skulle vara en mer korrekt term. Jupiter är ett specialfall, med metalliskt väte nära centrum, men med mycket av sin volym av väte, helium (och spårmängder av andra gaser) över den kritiska punkten. Den observerbara delen av atmosfären på dessa planeter är ganska tunn i jämförelse med deras radier – den sträcker sig bara någon procent av vägen in mot centrum. Således är den observerbara delen av planeten gasformig (i motsats till Mars och jorden, som har gasformig atmosfär genom vilken man kan se jordskorpan). Den något missvisande termen gasjätte har ändå behållits, på grund av att planetforskare gärna använder ”sten”, ”gas” och ”is” som kortfattade begrepp för de olika grundämnen och föreningar som vanligen bygger upp planeter, oberoende av vilken fas materien befinner sig i. I de yttre delarna av vårt solsystem är väte och helium ”gaser”, vatten, metan och ammoniak är ”is” och silikater och metaller är ”sten”. Något förenklat kan man säga att med ”is” menar astronomer syre och kol, med ”sten” menar de kiselföreningar och med ”gas” menar de väte och helium. Med denna terminologi blir Uranus och Neptunus allt oftare karakteriserade som ”isjättar”, för att på så sätt skilja dem från gasjättarna.